# باتريك ماكجوهان
باتريك ماكجوهان (بالإنجليزية: Patrick McGoohan)‏ هو كاتب سيناريو ومخرج وممثل أمريكي، ولد في 19 مارس 1928 في الولايات المتحدة، وتوفي في 13 يناير 2009 بلوس أنجلوس في الولايات المتحدة بسبب مرض. بدأ مشواره المهني سنة 1955، ومن الجوائز التي نالها جائزة الإيمي برايم تايم.

## أعمال

### أفلام
- (1971) ماري، ملكة الاسكتلنديين
- (1979) الهروب من ألكتراز[6]
- (1995) قلب شجاع[7][8]
- (1996) الشبح
- (1996) وقت للقتل[9]
- (2002) كوكب الكنز[10][11][12]

## جوائز
- جائزة الإيمي برايم تايم

## وصلات خارجية
- باتريك ماكجوهان على موقع IMDb (الإنجليزية)
- باتريك ماكجوهان على موقع الموسوعة البريطانية (الإنجليزية)
- باتريك ماكجوهان على موقع روتن توميتوز (الإنجليزية)
- باتريك ماكجوهان على موقع ألو سيني (الفرنسية)
- باتريك ماكجوهان على موقع ميوزك برينز (الإنجليزية)
- باتريك ماكجوهان على موقع تيرنر كلاسيك موفيز (الإنجليزية)
- باتريك ماكجوهان على موقع أول موفي (الإنجليزية)
- باتريك ماكجوهان على موقع قاعدة بيانات برودواي على الإنترنت (الإنجليزية)
- باتريك ماكجوهان على موقع قاعدة بيانات الأفلام السويدية (السويدية)
- باتريك ماكجوهان على موقع إن إن دي بي (الإنجليزية)